# Luckengrabenalm
Die Luckengrabenalm ist eine Alm in den Bayerischen Voralpen auf 944 m ü. NHN Sie liegt im Gemeindegebiet von Kreuth. Das Almgebiet befindet sich im oberen Söllbachtal unterhalb des Bettsteins. 

## Aufstiege
- Von Norden und Bad Wiessee über das Söllbachtal

## Benachbarte Hütten
- Schwarzentennalm